# La muerte de Cleopatra
La muerte de Cleopatra (La mort de Cléopâtre) (1829) es una de las cuatro cantatas compuestas para el Prix de Rome por Hector Berlioz entre 1827-1830, las otras son La mort d’Orphée (1827), Herminie (1828) y la inconclusa La mort de Sardanapale.

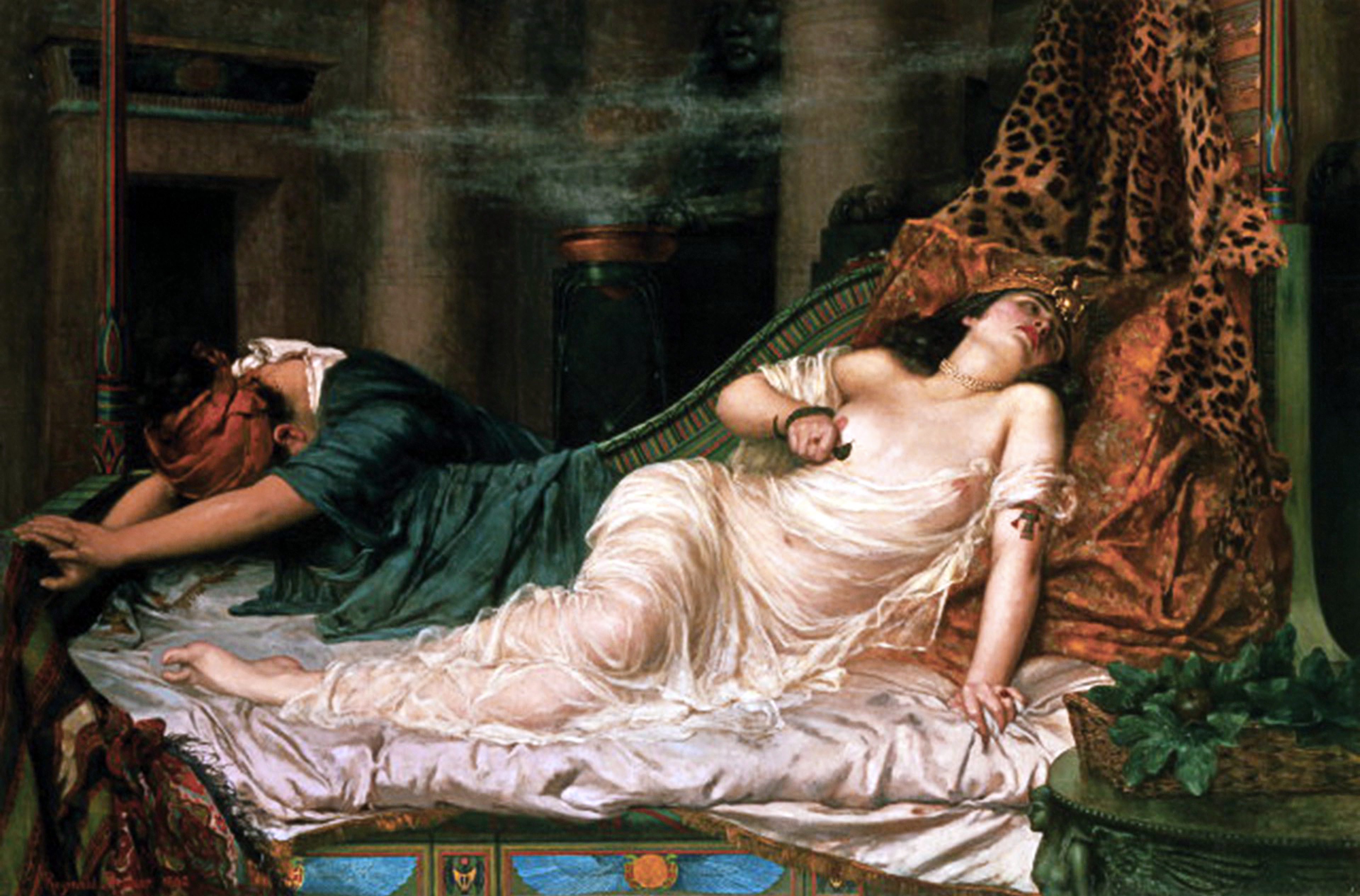

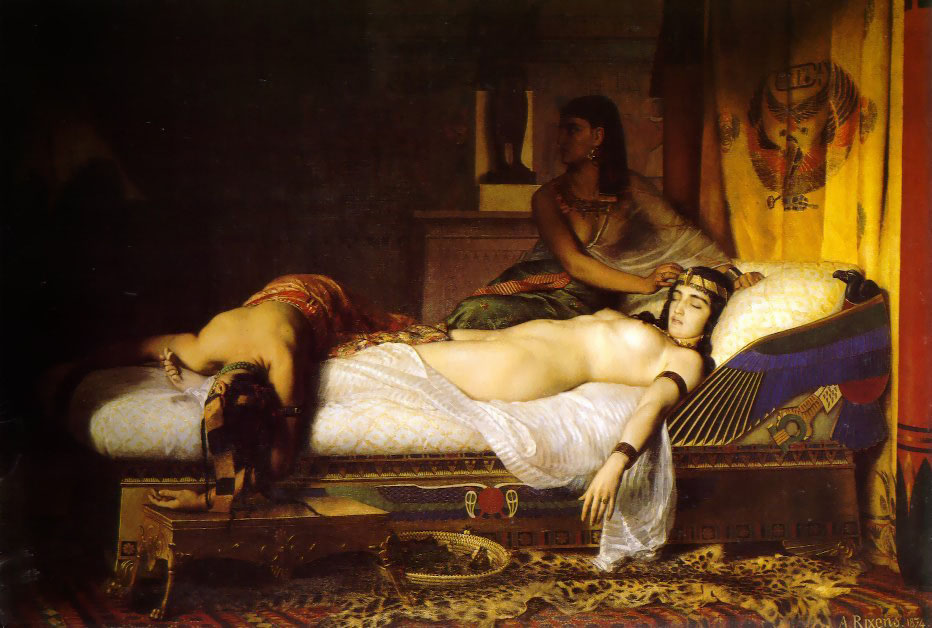

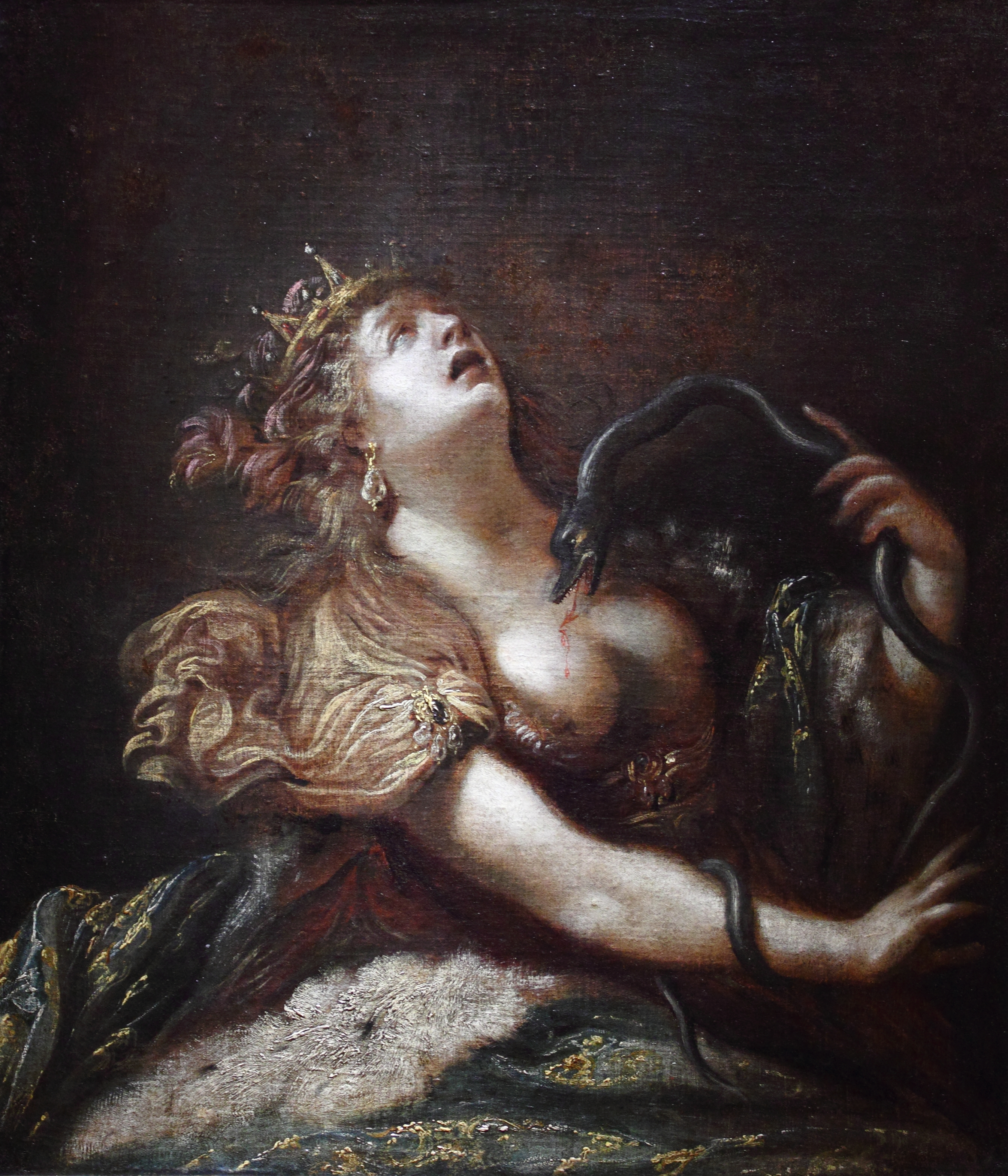

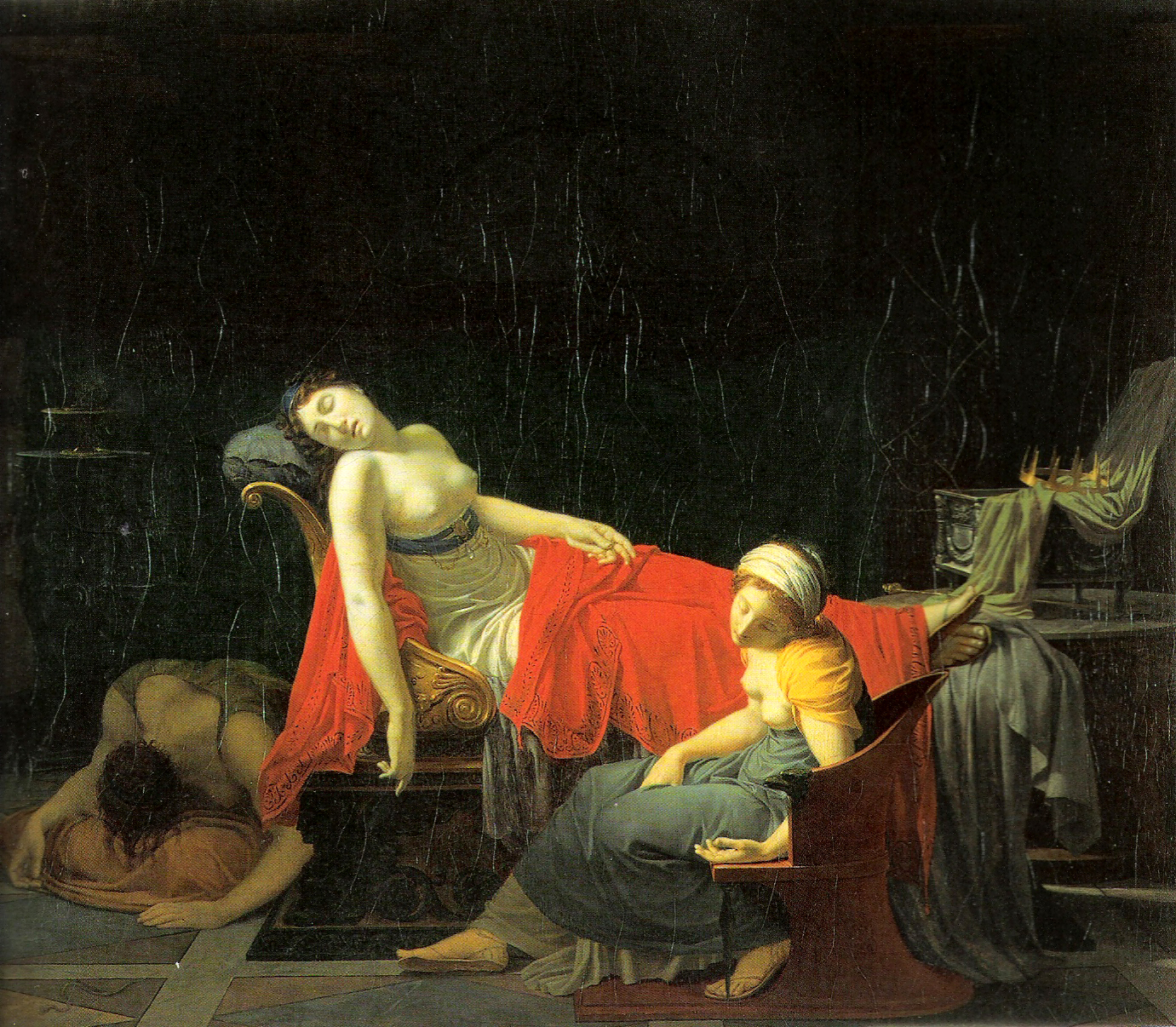

## Obra
Cléopâtre es una cantata o escena lírica trágica con textos de Pierre-Ange Vieillard para soprano o mezzosoprano compuesta sin todo el éxito debido en 1829 para el Premio de Roma, la famosa beca francesa en la ciudad de Roma establecida en 1803 en la Villa Médici que Berlioz finalmente ganó en 1830.
La cantata para voz femenina y orquesta es un favorito de mezzosopranos en la sala de conciertos destacándose las versiones de Janet Baker, Jessye Norman, Vesselina Kasarova, Ewa Podles, Violeta Urmana y Susan Graham.

## Registros discográficos principales
- Jennie Tourel, New York Philharmonic, Leonard Bernstein (CBS, 1961)
- Janet Baker, New Philharmonia Orchestra, Sir Alexander Gibson (EMI)
- Yvonne Minton, BBC Symphony Orchestra, Pierre Boulez (CBS, 1976)
- Janet Baker, London Symphony Orchestra, Colin Davis (Philips, 1979)
- Jessye Norman, Orchestre de Paris, Daniel Barenboim (DG)
- Nadine Denize, Orchestre philharmonique de Radio France, Gilbert Amy (Erato, 1980)
- Dunja Vejzovic, Orchestre philharmonique tchèque, Christoph Eschenbach (Supraphon, 1988)
- Veronique Gens Lyon Opera Orchestra, Louis Langrée (Virgin)
- Olga Borodina, Wiener Philharmoniker, Valery Gergiev (Philips, 2003)
- Susan Graham, Berliner Philharmoniker, Simon Rattle (EMI, 2008)